# Kościół św. Michała Archanioła w Michałówce
Kościół św. Michała Archanioła w Michałówce – rzymskokatolicki, drewniany kościół parafialny zlokalizowany we wsi Michałówka (województwo podkarpackie) należący do dekanatu Radymno II w archidiecezji przemyskiej. Do rejestru zabytków został wpisany 21 września 2000 pod numerem A-17.

## Historia

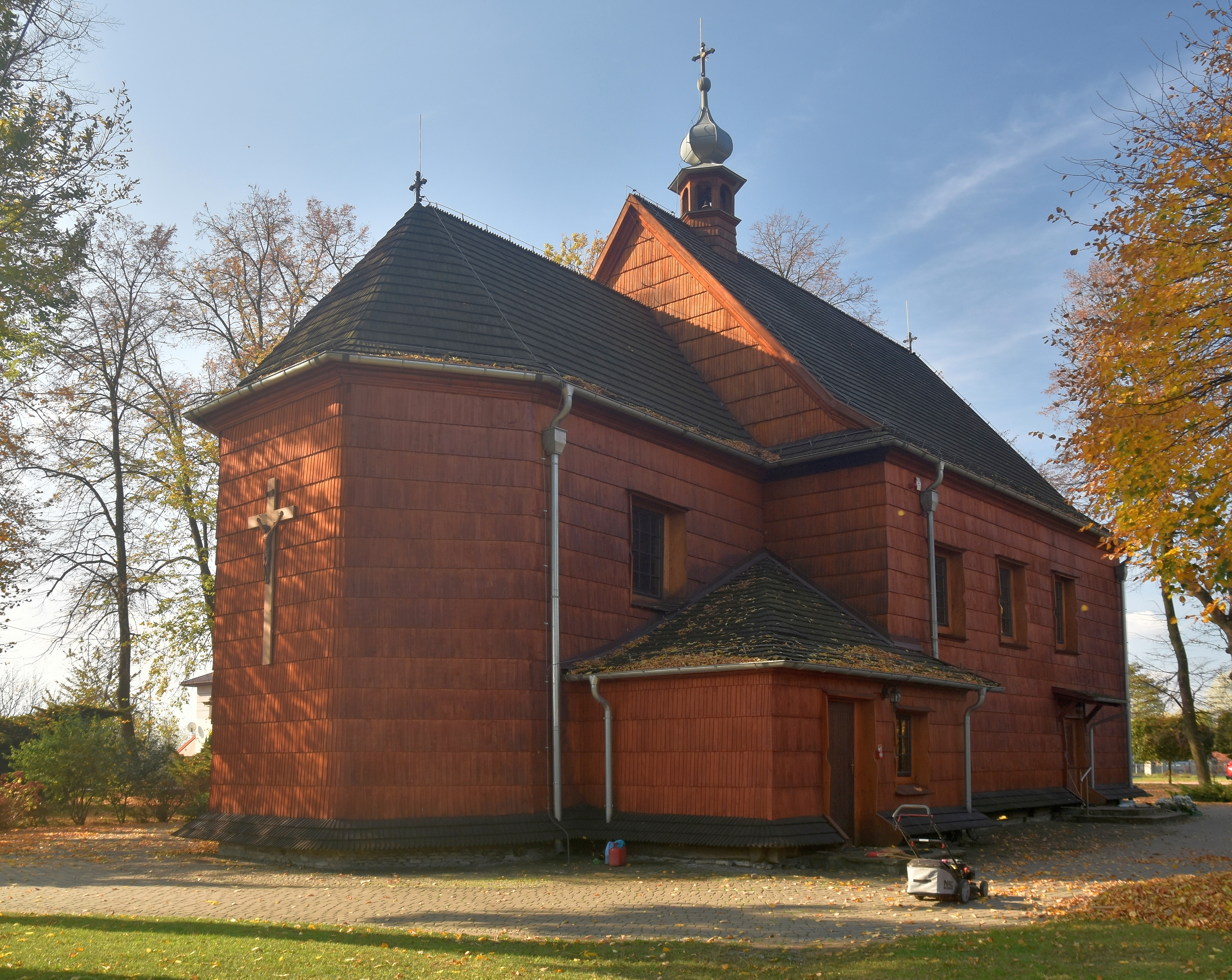
Widok od prezbiterium

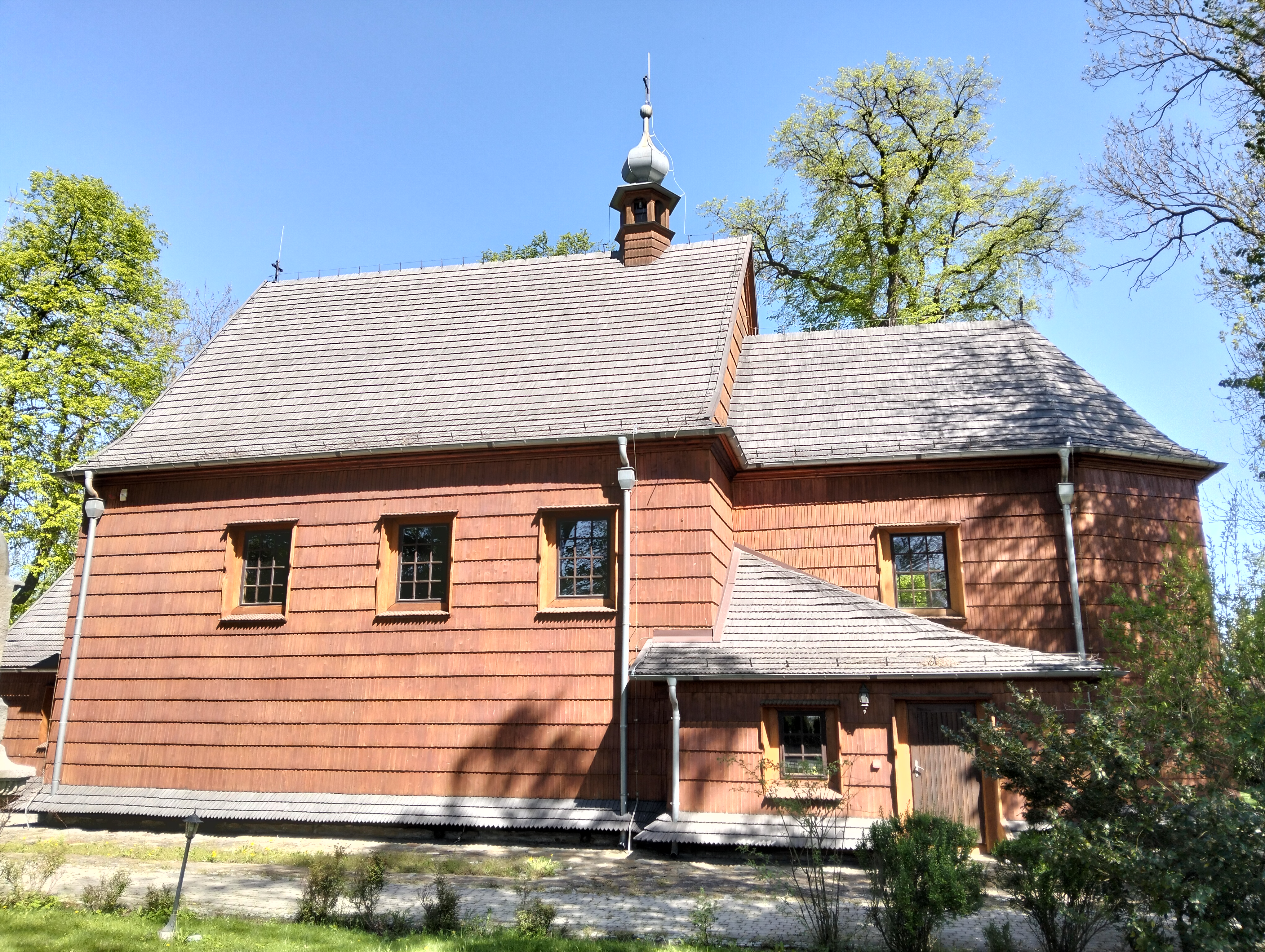
Elewacja boczna

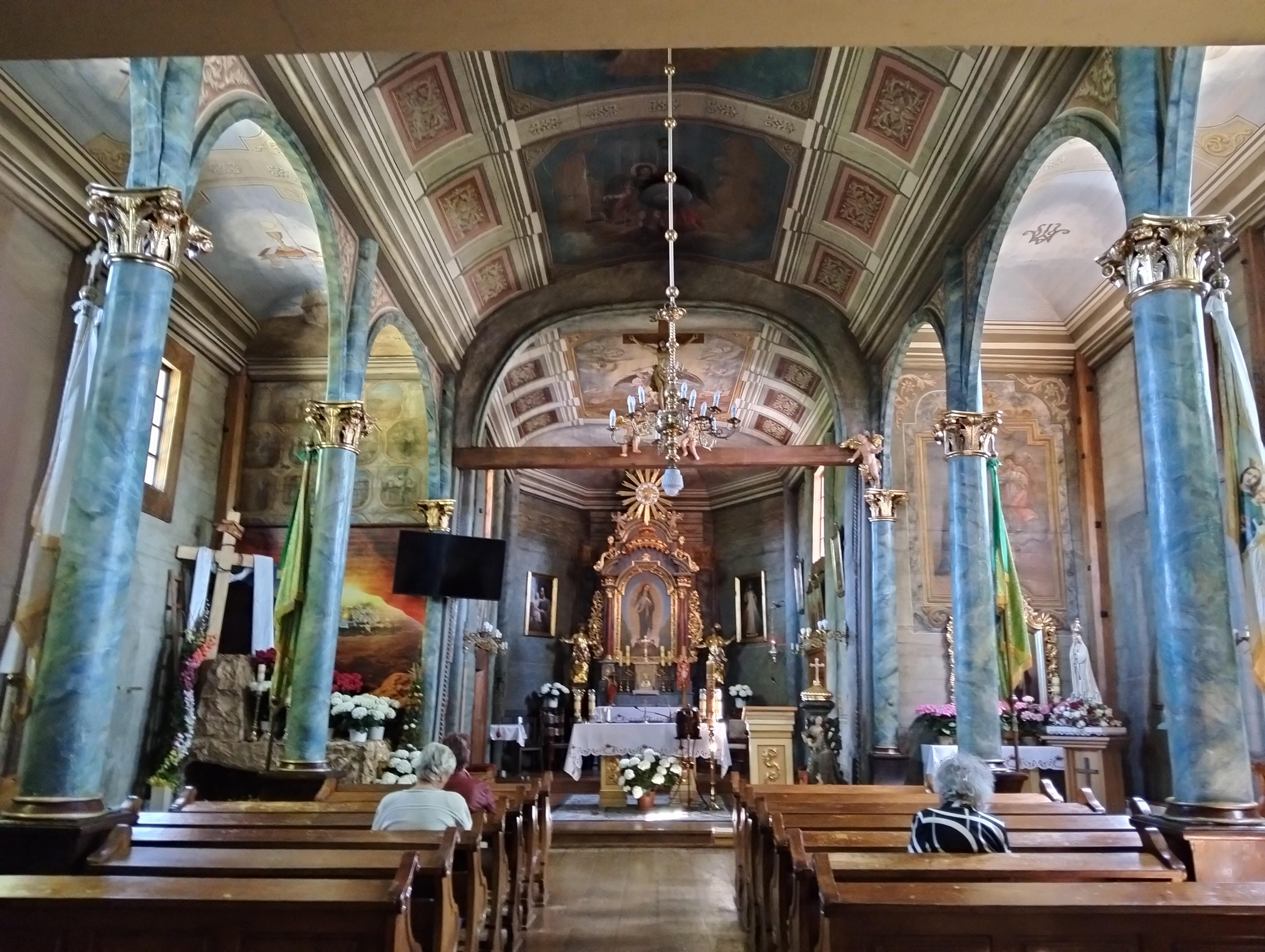
Wnętrze i ołtarz

Parafia we wsi została ufundowana w 1763 przez lokalnego dziedzica, kasztelana przemyskiego Józefa Drohojowskiego z Drohojowa. W tym samym roku (lub nieco wcześniej) rozpoczęła się budowa położonej w centrum wsi barokowej świątyni, którą ukończono w 1775 (lub 1765). Jej konsekracji dokonano w 1828 (w tym samym roku hrabia Antoni Drohojowski ufundował organy). Kamień na fundamenty pochodził z Sanu, a drewno z lokalnych lasów. W 1823 posiadała pięć ołtarzy, stalle, ambonę i chrzcielnicę. Dotrwała ona w niezmiennym stanie do I wojny światowej. W latach 1914–1915 została mocno uszkodzona (utraciła wyposażenie). Podczas odbudowy (1916) doszło m.in. do prostego zamknięcia prezbiterium (dawniej było ono zamknięte trójbocznie). Podczas II wojny światowej wyrządzono budowli kolejne szkody (Niemcy urządzili tu magazyn). Poważne remonty wykonano w 1972–1976 i 2000. Podczas pierwszego z nich wymalowana została pseudobarokowa, iluzjonistyczna polichromia (J. Niemcewicz), a podczas drugiego wymieniono więźbę dachową. W latach 2008–2011 doszło do kolejnego remontu, tym razem generalnego. Przywrócono wówczas m.in. pierwotną, trójboczną formę absydy, a dachy i ściany pokryto gontem. Od frontu dostawiono kruchtę. Odsłonięto też dekoracje malarskie wnętrza pochodzące z XVIII oraz XIX wieku i poddano konserwacji wyposażenie.

## Architektura i wyposażenie
Trójnawowy obiekt na rzucie prostokąta (nawa i prezbiterium) zbudowany jest w konstrukcji zrębowej, jednak niektóre partie mają konstrukcję sumikowo-łątkową. Podmurówka jest kamienna. Ściany z bierwion wzmocnione są lisicami i oszalowane. Więźba dachowa jest stolcowa. Dachy pokryto blachą ocynkowaną. Sześcioboczna sygnaturka ma konstrukcję słupowo-zastrzałową i pokryta jest cebulastą kopułą. Stropy mają charakter pozornych sklepień kolebkowych podpartych słupami w nawie. Otwory drzwiowe i okienne są prostokątne, a okna krosnowe z podziałem szczeblinowym. Nawa kryta jest dachem dwuspadowym (szczyty od wschodu i zachodu), a prezbiterium trójspadowym. Prezbiterium od nawy oddziela belka tęczowa. Wyposażenie pochodzi z lat po II wojnie światowej (poprzednie uległo zniszczeniu). Składa się na nie neobarokowy ołtarz główny, ambona, figury i obrazy.
Autor projektu kościoła nie jest znany. Pierwszy jego opis z 1828 zawierał stwierdzenie, że budowla wzniesiona została przez fachowca według projektu wykonanego przez dobrego architekta.

## Otoczenie
20-metrowej wysokości dzwonnica została wzniesiona prawdopodobnie wraz z kościołem. W 1915 uległa zniszczeniu. Dzwony do niej ufundowali Karol i Hiacynta Łapińscy, pomiędzy 1810 a 1828. W 1983 sprowadzono dwa nowe dzwony. Od 1763 przy świątyni funkcjonował cmentarz. W 1784 zaborca austriacki zabronił prawnie grzebania zwłok w obrębie miejscowości. W 1834 utworzono zatem nowy cmentarz. W podziemiach kościoła pogrzebano szczątki różnych osób, w tym Antoniego i Dominika Drohojowskich. Józef Drohojowski spoczywa w Przemyślu, zgodnie z życzeniem testamentalnym.

## Galeria

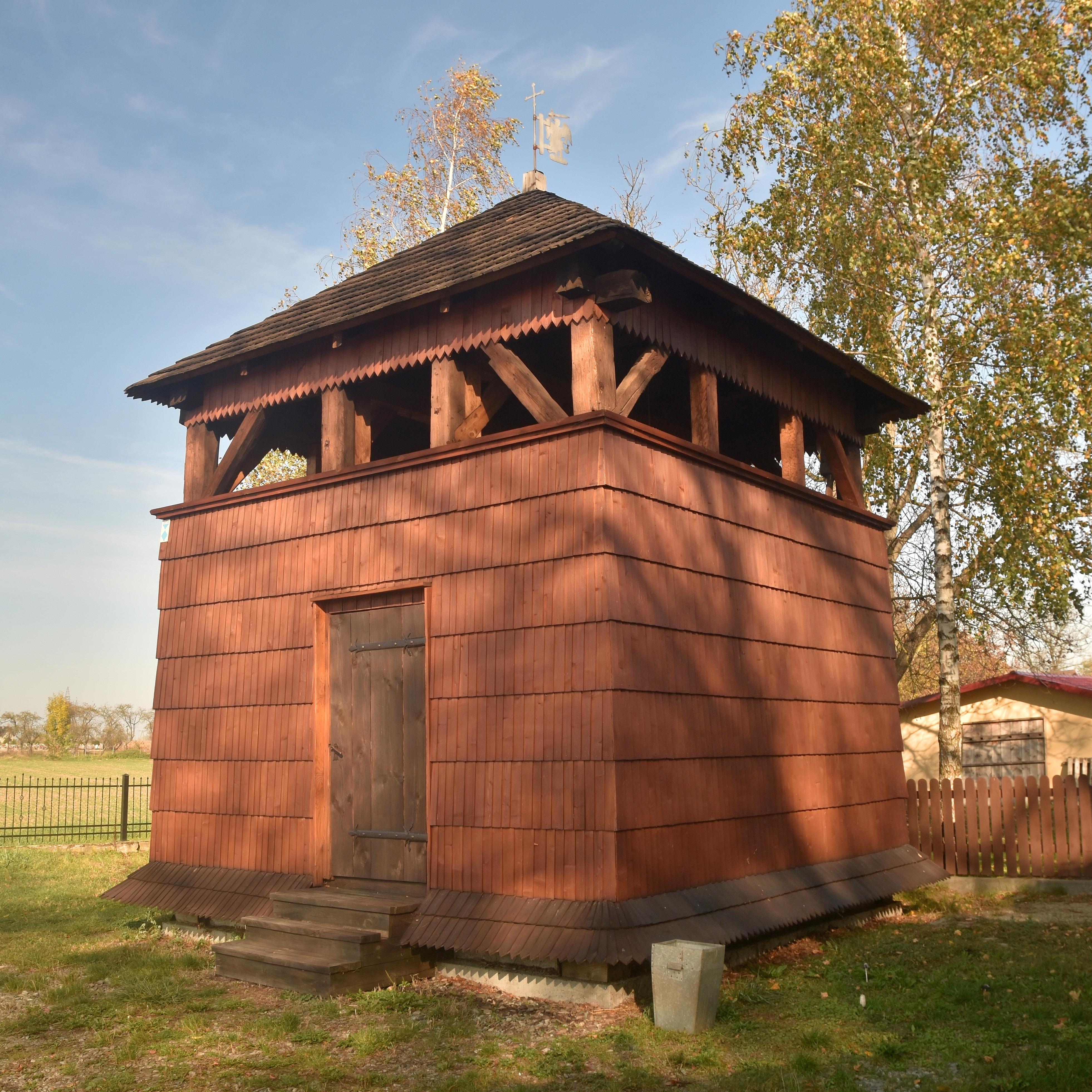
Dzwonnica
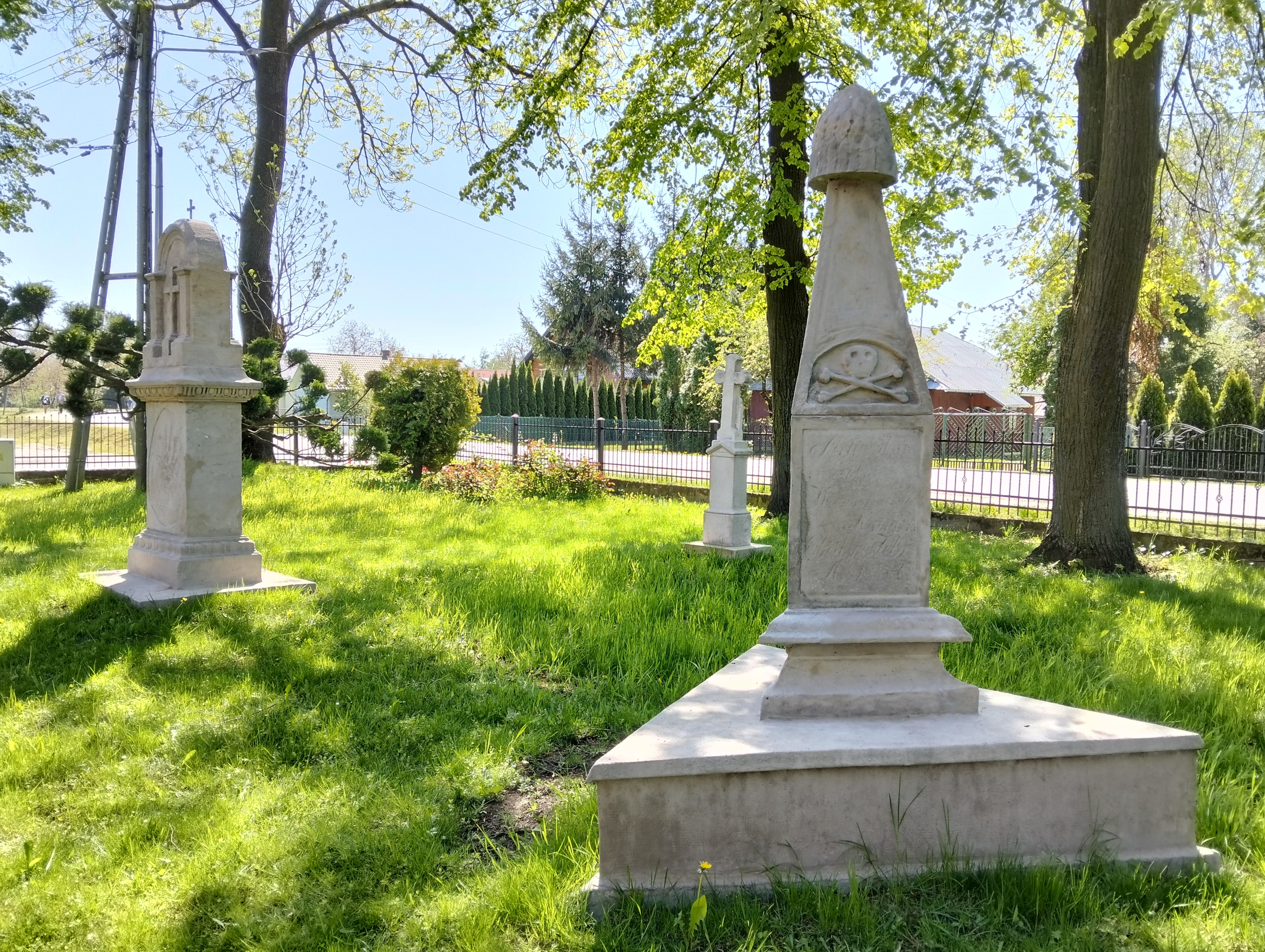
Nagrobki
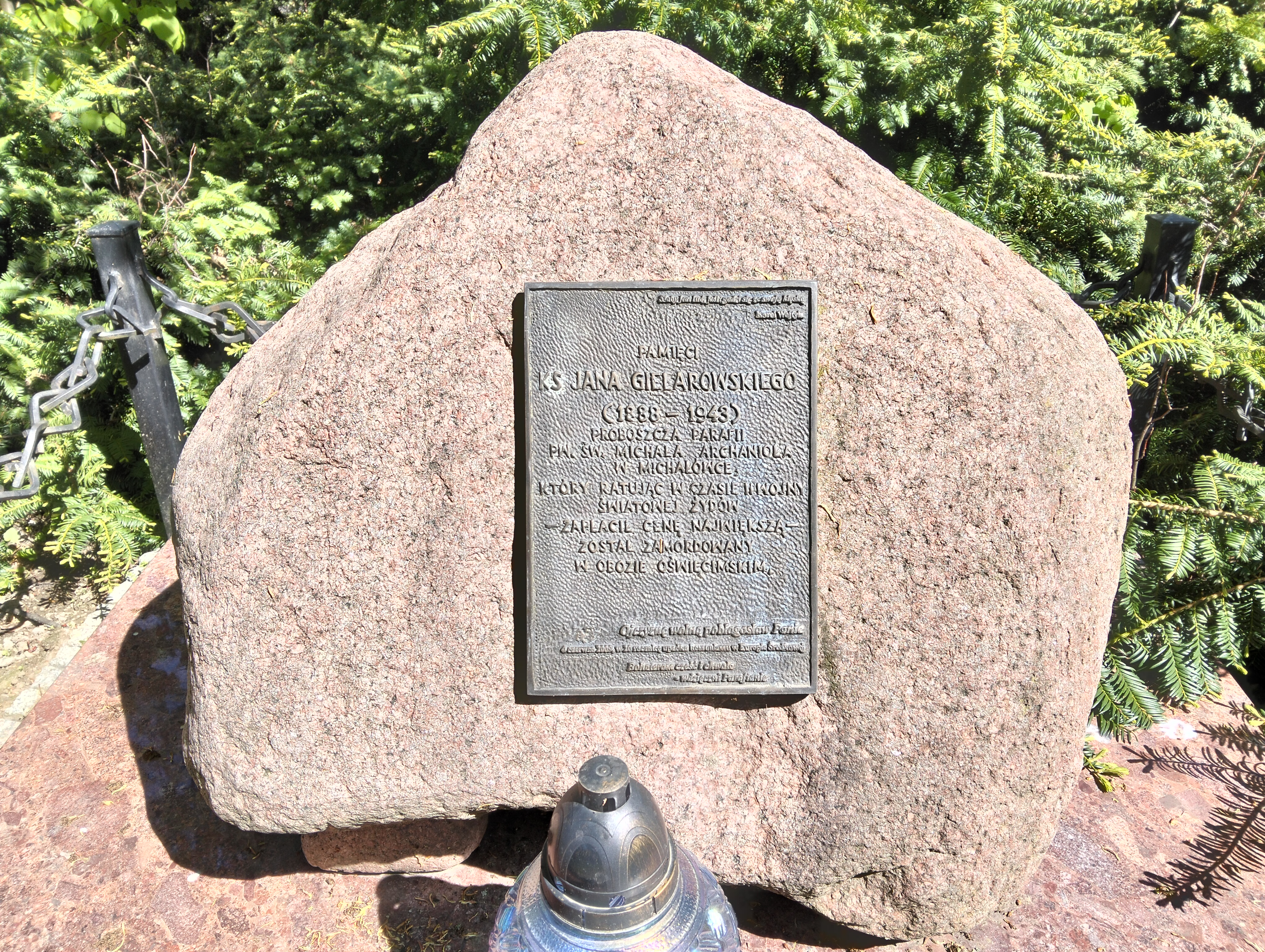
Głaz księdza Jana Gielarowskiego